# 柳井満
柳井 満（やない みつる、1935年3月30日 - 2016年2月1日）は、日本のテレビプロデューサー、演出家。東京都出身。1958年、TBSに入社。1995年、TBSを定年退職後はドラマプロデューサーとしてTBSと専属契約を結んでいた。

## 来歴・人物
東京都立大学附属高等学校、東京大学文学部を卒業後、1958年にラジオ東京入社。同じくドラマ演出家である鴨下信一、久世光彦は東大文学部・TBSの同期である。
入社当時は報道部への配属を希望していたが、ドラマ制作部に配属された。1980年代を代表するテレビプロデューサーであり、1980年代の世相を反映した「問題児」をテーマにした作品を多数制作した。
1979年10月に始まって2011年3月に完結した『3年B組金八先生』シリーズでは、武田鉄矢らを人気俳優に出世させた他、国民的番組に育て上げ、第1シリーズで生徒役だった田原俊彦、野村義男、近藤真彦らの人気を巧みな演出で押し上げた事が、後のたのきんトリオの誕生に繋がり、相次ぐ不祥事で低迷が続いていたジャニーズ事務所の業績復活にも一役買った。2004年度第46回毎日芸術賞特別賞を主演の武田と脚本の小山内美江子らと共に受賞している。
長渕剛初主演のホームドラマ『家族ゲーム』（1983年）、同じく長渕剛と志穂美悦子が初共演して結婚に至った『親子ゲーム』（1986年）などを手がけ、長渕の俳優としての才能を開花させた。黒土三男脚本の作品も多数く手掛けた。
柳井班は、同期の鴨下・久世らが所属していた大山班とは一線を画しており、上述のようにそれまで知名度があまり高くなかったミュージシャンをドラマの主演に抜擢して主題歌も担当させる事で、俳優としてだけでなくミュージシャンとしても出世させていくという手法をとった。
1995年にTBSを定年後は、ドラマプロデューサーとしてTBSと専属契約を結び、『金八シリーズ』を中心とした武田鉄矢の主演ドラマにほぼ限定して活動していた。
2016年2月1日、胸部動脈瘤破裂のため神奈川県川崎市宮前区の聖マリアンナ医大病院で死去。葬儀は近親者で営まれた。80歳没。

## 手がけた番組
太字は黒土三男脚本作品
- 「ポーラテレビ小説」-「加奈子」「おゆき」他
- 「東芝日曜劇場」
  - 「嫁」　　倍賞千恵子主演
  - 「妹」　　渡辺美佐子主演
  - 「噂」　　香川京子主演
  - 「秘恋」　大原麗子主演
  - 「二階」　十朱幸代主演
  - 「松本清張おんなシリーズ・張込み」　吉永小百合主演
  - 「改札口」　泉ピン子主演
  - 「妻の座」　八千草薫主演
  - 「29歳」　竹下景子主演
  - 「五月の子」　浜木綿子主演
  - 「九月の恋」　大空眞弓主演
  - 「ああ禁煙」　小林桂樹主演
  - 「あしあと」　浜木綿子主演
  - 「文の青春」　音無美紀子主演
  - 「妻の季節」　池内淳子主演
  - 「妻のお値段」　池内淳子主演
  - 「ちいさな愛」　森繁久彌主演
  - 「ひとり息子」　京塚昌子主演
  - 「出来ごころ」　大空眞弓主演
  - 「恋愛ゲーム」　大原麗子主演
  - 「見合い結婚」　大原麗子主演
  - 「美香は16才」　浜木綿子主演
  - 「母のあしおと」　浜木綿子主演
  - 「もうひとつの愛」　池内淳子主演
  - 「当節結婚の条件」　十朱幸代主演
  - 「季節はずれのお雛様」　遥くらら主演
  - 「マイ・ブルーヘブン」　音無美紀子主演
  - 「旅行者はみな駅へ行く」　長山藍子主演
  - 「ママ!メリークリスマス」　音無美紀子主演
  - 「もう一度海へ行きたかった」　長山藍子主演
  - 「女ですもん」　紺野美沙子主演
  - 「お兄ちゃんの選択」
  - 「僕の父ちゃん」
- 「木曜座」 - 多くの作品
  - 「愛と喝采と」
- 「桜中学シリーズ」
  - 「3年B組金八先生」シリーズ
  - 「1年B組新八先生」
  - 「2年B組仙八先生」
  - 「3年B組貫八先生」
- 「オサラバ坂に陽が昇る」
- 「青が散る」
- 「東中学3年5組」
- 「花田春吉なんでもやります」
- 「家族ゲームI・II」
- 「親子ゲーム」
- 「親子ジグザグ」
- 「一家だんらん物語」
- 「スタンドバイミー 〜気まぐれ白書〜」
- 「スタンドバイミーII 〜気まぐれ天使〜」
- 「親子万才」
- 「あなたもスターになりますか」
- 「とんぼ」
- 「親子ウォーズ」
- 「スクラップ」
- 「愛し方がわからない」
- 「イエローカード」
- 「夫婦道」

ドラマ以外
- 「3時にあいましょう」 - 船越英二、野際陽子司会時代のプロデューサー

## 育てたスタッフ
TBSに限らず、テレビ局の制作スタッフは、いくつかの班に分かれて番組を制作する。柳井が育てたスタッフも多くのドラマをヒットさせている。同僚の鴨下信一率いる鴨下班とは一線を画していた。柳井も晩年は嘱託社員となり、鴨下も退職し、その下にいたスタッフはプロデューサー・ディレクター等になっている。
右記は現在の肩書
- 竹之下寛次 - 3年B組金八先生 第1回放送の演出。ドリマックス・テレビジョン所属。
- 和田旭 - ドリマックス・テレビジョン所属。
- 大岡進 - 3年B組金八先生シリーズや夫婦道シリーズで演出。TBSテレビ制作局担当局次長。
- 生野慈朗 - 2010年に定年。3年B組金八先生 ファイナルで演出。現在はTBSテレビ制作局付嘱託契約演出担当。
- 八木康夫 - TBSテレビ執行役員制作局付ドラマ担当プロデューサー。